# Marco Histórico Nacional em Oklahoma

Localização de Oklahoma nos Estados Unidos.

A lista de Marco Histórico Nacional em Oklahoma contem os marcos designados pelo Governo Federal dos Estados Unidos para o estado norte-americano de Oklahoma.
Existem 22 Marcos Históricos Nacional (NHLs) em Oklahoma. Eles estão distribuídos em 19 dos 77 condados do estado. Os primeiros marcos de Oklahoma foram designados em 19 de dezembro de 1960 e o mais recente em 27 de fevereiro de 2013.

## Listagem atual
Legenda:
| NRHP | Registro Nacional de Lugares Históricos |
| NHL  | Marco Histórico Nacional                |
| NHLD | Distrito Histórico Nacional             |
| HD   | Distrito Histórico                      |
| NHS  | Local Histórico Nacional                |
| NMEM | Memorial Nacional dos EUA               |
| NMON | Monumento Nacional dos EUA              |
| NHP  | Parque Histórico Nacional dos EUA       |
| NMP  | Parque Nacional Militar dos EUA         |

| [ 2 ] | Nome                                        | Imagem | Inclusão                          | Localidade e coordenadas | Condado             | NHLS     | Observações |
| ----- | ------------------------------------------- | ------ | --------------------------------- | --- | ------------------- | -------- | ----------- |
| 1     | Academia Wheelock                           |        | 21 de dezembro de 1965 (59 anos)  | 16th & Locust Streets, Millerton | McCurtain           | 66000949 |             |
| 2     | Acampamento Nichols                         |        | 23 de maio de 1963 (61 anos)      | Wheeless 36° 45′ 16,09″ N, 102° 55′ 34,57″ O | Cimarron            | 66000628 |             |
| 3     | Biblioteca Bizzell                          |        | 3 de janeiro de 2001 (24 anos)    | West Brooks Street, 401, Universidade de Oklahoma, Norman                                                                                       | Cleveland           | 01000071 |             |
| 4     | Cabana de Sequoyah                          |        | 21 de dezembro de 1965 (59 anos)  | Parque Estadual de Sequoyah, Akins | Sequoyah            | 66000634 |             |
| 5     | Campo de Batalha de Honey Springs           |        | 27 de fevereiro de 2013 (12 anos) | Norte de Rentiesville 35° 53′ 00″ N, 95° 48′ 00″ O                                                                                              | McIntosh e Muskogee | 70000848 |             |
| 6     | Campo de Batalha de Washita                 |        | 12 de janeiro de 1965 (60 anos)   | U.S. Route 283, Cheyenne 36° 37′ 03″ N, 99° 42′ 01″ O                                                                                           | Roger Mills         | 66000633 |             |
| 7     | Capitólio Nacional de Cherokee              |        | 4 de julho de 1961 (63 anos)      | South Muskogee Avenue, 100, Tahlequah 35° 54′ 44,72″ N, 94° 58′ 13,89″ O                                                                        | Cherokee            | 66000627 |             |
| 8     | Capitólio Nacional Creek                    |        | 4 de julho de 1961 (63 anos)      | 6th Street e Grand Avenue, Okmulgee 35° 37′ 21,74″ N, 95° 58′ 21,05″ O                                                                          | Okmulgee            | 66000632 |             |
| 9     | Deer Creek Site                             |        | 16 de abril de 1964 (60 anos)     | Newkirk | Kay                 | 66000630 |             |
| 10    | Distrito Histórico 101 Ranch                |        | 15 de maio de 1975 (49 anos)      | Ponca City | Kay                 | 73001560 |             |
| 11    | Distrito Histórico de Boley                 |        | 15 de maio de 1975 (49 anos)      | Seward Avenue, Cedar Street, Walnut Street, Boley                                                                                               | Okfuskee            | 75001568 |             |
| 12    | Distrito Histórico de Guthrie               |        | 20 de janeiro de 1999 (26 anos)   | Delimitado pela OK Avenue ao norte, Broad Street ao leste, Harrison Avenue ao norte, e rr tracks ao oeste, inclui Harrison Street, 301, Guthrie | Logan               | 74001664 |             |
| 13    | Distrito Histórico do Parque Nacional Platt |        | 7 de julho de 2011 (13 anos)      | Sulphur | Murray              | 11000628 |             |
| 14    | Forte Gibson                                |        | 19 de dezembro de 1960 (64 anos)  | Lee Street e Ash Street, Fort Gibson 35° 48′ 14″ N, 95° 15′ 26″ O                                                                               | Muskogee            | 66000631 |             |
| 15    | Forte Sill                                  |        | 19 de dezembro de 1960 (64 anos)  | Forte Sill, próximo à Lawton 34° 42′ 15″ N, 98° 30′ 30″ O                                                                                       | Comanche            | 66000629 |             |
| 16    | Forte Washita                               |        | 23 de junho de 1965 (59 anos)     | Sudoeste de Nida na Oklahoma 199 34° 06′ 13″ N, 96° 32′ 54″ O                                                                                   | Bryan               | 66000626 |             |
| 17    | Igreja Metodista da Avenida Boston, Sul     |        | 20 de janeiro de 1999 (26 anos)   | Avenida South Boston, 1301, Tulsa 36° 08′ 38″ N, 95° 59′ 04″ O                                                                                  | Tulsa               | 78002270 |             |
| 18    | Mansão E. W. Marland                        |        | 22 de dezembro de 1977 (47 anos)  | Monument Road, 901, Ponca City | Kay                 | 73001561 |             |
| 19    | McLemore Site                               |        | 19 de julho de 1964 (60 anos)     | Colony | Washita             | 66000636 |             |
| 20    | Murrell Home                                |        | 30 de maio de 1974 (50 anos)      | 4 milhas ao sul de Tahlequah, Park Hill 35° 51′ 20,24″ N, 94° 57′ 32,43″ O                                                                      | Cherokee            | 70000530 |             |
| 21    | Price Tower                                 |        | 29 de março de 2007 (17 anos)     | Bartlesville 36° 44′ 51″ N, 95° 58′ 34″ O | Washington          | 74001670 |             |
| 22    | Stamper Site                                |        | 19 de julho de 1964 (60 anos)     | Optima | Texas               | 66000635 |             |

## Áreas históricas do NPS em Oklahoma
Locais históricos nacional, parques históricos nacional, alguns monumentos nacional e determinadas áreas listadas no Sistema Nacional de Parques são marcos históricos de importância nacional, geralmente já protegidos antes mesmo da criação do programa NHL em 1960.
Existem 3 dessas áreas em Oklahoma. Umas delas é o Campo de Batalha de Washita listado acima como um NHL. Os outros dois são:
|   | Nome                                    | Imagem | Inclusão                         | Localidade e coordenadas                               | Condado                      | Observações |
| - | --------------------------------------- | ------ | -------------------------------- | ------------------------------------------------------ | ---------------------------- | ----------- |
| 1 | Local Histórico Nacional do Forte Smith |        | 13 de setembro de 1961 (63 anos) | Endereço desconhecido 35° 20′ 36″ N, 94° 25′ 22″ O     | Sebastian, AR e Sequoyah, OK |             |
| 2 | Monumento Nacional de Oklahoma City     |        | 9 de outubro de 1997 (27 anos)   | PO Box 676, Oklahoma City 35° 28′ 22″ N, 97° 31′ 02″ O | Oklahoma                     |             |